# フォーミダブル (空母)
フォーミダブル (HMS Formidable, R67) は、イギリス海軍が第二次世界大戦で運用した航空母艦。イラストリアス級航空母艦の3番艦。formidableの艦名はイギリス海軍で何度か命名されており、「恐るべき」の意。

## 設計
| 時期       | 機数 | 搭載機 |
| ---------- | ---- | --- |
| 1940年11月 | 21機 | 第826飛行隊（アルバコア×12） 第829飛行隊（アルバコア×9） |
| 1941年2月  | 33機 | 第803飛行隊（フルマー×12） 第826飛行隊（アルバコア×12） 第829飛行隊（アルバコア×9）                                                                                   |
| 1941年3月  | 41機 | 第803飛行隊（フルマー×12） 第806飛行隊（フルマー×8） 第826飛行隊（アルバコア×12） 第829飛行隊（アルバコア・ソードフィッシュ×9 ※混成）                                 |
| 1942年4月  | 38機 | 第820飛行隊（アルバコア×21＋ソードフィッシュ×1） 第888飛行隊（マートレット×16）                                                                                       |
| 1943年5月  | 45機 | 第820飛行隊（アルバコア×12） 第885飛行隊（シーファイアⅡC×5） 第888飛行隊（マートレットIV×14） 第893飛行隊（マートレットIV×14）                                        |
| 1943年9月  | 30機 | 第820飛行隊（アルバコア×12） 第885飛行隊（シーファイアⅡC×5 ※内2機未搭載） 第888飛行隊（マートレットIV×16 ※内9機未搭載） 第893飛行隊（マートレットIV×16 ※内8機未搭載） |
| 1944年7月  | 42機 | 第827飛行隊（バラクーダ×12） 第830飛行隊（バラクーダ×12） 第1841飛行隊（コルセア×18）                                                                                 |
| 1944年8月  | 54機 | 第826飛行隊（バラクーダII×12） 第828飛行隊（バラクーダⅡ×12） 第1841飛行隊（コルセアⅡ×18） 第1842飛行隊（コルセアII×12）                                               |
| 1945年3月  | 54機 | 第848飛行隊（アベンジャーII×18） 第1841飛行隊（コルセアⅣ×18） 第1842飛行隊（コルセアⅣ×18）                                                                            |
| 1945年7月  | 54機 | 第848飛行隊（アベンジャーII×12） 第1841飛行隊（コルセアⅣ×18） 第1842飛行隊（コルセアⅣ×18） 第1844飛行隊（ヘルキャットII×4＋第ヘルキャットPRII×2）                     |

## 艦歴
ベルファストのハーランド・アンド・ウルフ社で建造。
1937年（昭和12年）6月17日に起工。1939年（昭和14年）8月17日に進水。
なお進水式典の際、予定より早く船体が勝手に動き出して進水してしまう珍事が起きた。船体に損傷はなかったものの、破片が見物席に飛び散り民間人を含め死者1名及び負傷者20数名を出す。この不祥事により、艦名の「formidable（手に負えない）」から連想して「The Ship That Launched Herself（自身を打ち上げた船：式典から逃げ出した御令嬢の意）」とも呼ばれる事になった。
1940年（昭和15年）10月31日就役。試験を行った後搭載機を載せ、12月12日にスカパ・フローに到着した。
この頃、大西洋ではドイツ海軍 (Kriegsmarine) のドイッチュラント級装甲艦（通称「ポケット戦艦」）アドミラル・シェーアがHX船団を襲撃し、さらに仮装巡洋艦の活躍も加わって、連合国のシーレーンを脅かしていた。イギリス海軍は敵通商破壊艦を撃滅するため特別な機動部隊を編成することにした。すなわち空母フォーミダブル、重巡洋艦ノーフォーク、重巡ベリックでK部隊 (Force K) を再編したのである。K部隊はアゾレス諸島南西の海域を捜索するよう命令された。
12月18日にフォーミダブルは2隻の巡洋艦を伴ってスカパ・フローを出港し、3隻は12月26日から船団護衛を行った。
重巡2隻（ドーセットシャー、ノーフォーク）などと共に船団護衛任務を続行する。途中シエラレオネに立ち寄り、1941年（昭和16年）1月22日にケープタウンに到着した。フォーミダブルは1月26日に南アフリカを離れ、重巡洋艦ホーキンスを伴ってインド洋を北上した。2月2日、イタリア領ソマリランドのモガディシュとキスマヨに対する空襲を実施した。2月13日と21日にはマッサワ空襲を行ったが、13日の攻撃の時は2機が失われた。
フォーミダブルは英領マルタ行きの輸送船団を護衛中にドイツ空軍 (Luftwaffe) の攻撃で損傷した空母イラストリアスの代艦として、地中海艦隊 (Mediterranean Fleet) に加わる予定であった。そのために通過する必要のあるスエズ運河では、この時期問題が発生していた。それは機雷であった。2月初めに複数の船が運河内で触雷。一度は運河の通行が再開されるも、2月18日と22日にまた機雷が敷設されてしまった 。運河南部の機雷が処理されると3月7日にフォーミダブルは運河に入り、機雷で沈んだギリシャ商船の手前まで進んだ。3月8日には運河北部の機雷も処理された。フォーミダブルは沈船の場所も無事通過し、3月9日にポートサイドに到着する。同日中にアレクサンドリアへ向かい、3月10日に到着した。
フォーミダブルが地中海戦線で参加した最初の作戦はMC9作戦であった。この作戦ではアレクサンドリアとハイファからマルタへMW6船団が向かい、その護衛のため3月20日にフォーミダブルなどもアレクサンドリアから出撃した。船団は無事マルタに到着し、フォーミダブルなども3月26日にアレクサンドリアに帰投した。
1941年3月26日から27日にかけてイタリア王立海軍 (Regia Marina) の新鋭戦艦ヴィットリオ・ヴェネトや多数の巡洋艦と駆逐艦が出撃し、それを受けてカニンガム提督が率いるイギリス地中海艦隊も出撃した。その中にはクイーン・エリザベス級戦艦3隻（ウォースパイト、ヴァリアント、バーラム）とフォーミタブルの姿もあった。
3月28日に連合国軍とイタリア海軍の巡洋艦部隊が遭遇し、マタパン岬沖海戦が始まった。フォーミダブルの艦上攻撃機（ソードフィッシュ、アルバコア）は索敵に出撃したのち、イタリア艦隊に対する空襲を敢行することになった。午前11時27分、フォーミダブルのアルバコアが伊戦艦ヴィットリオ・ヴェネトを攻撃する。魚雷は命中しなかったが、イタリア艦隊は撤収を開始した。退却するイタリア艦隊に対し、フォーミダブル攻撃隊や、クレタ島から発進したイギリス軍機が攻撃を加えた。まずフォーミダブルのアルバコアが伊戦艦ヴィットリオ・ヴェネトに魚雷を命中させ、次いでフォーミダブルとクレタ島からの攻撃隊の内の1機が伊重巡洋艦ポーラに魚雷を命中させた。イタリア軍はポーラ救援のために何隻かの艦艇を送ったが、それらは追跡してきた地中海艦隊と遭遇し、夜戦で重巡3隻と駆逐艦2隻を失った。
4月、フォーミダブルは、マルタからアレクサンドリアへ向かうME7船団とマルタへ補給物資を運ぶ船の護衛と、トリポリに対する攻撃を目的としたMD2作戦とMD3作戦に参加した。フォーミダブルは4月18日に3隻のイギリス戦艦などと共にアレクサンドリアから出撃した。4月20日、イギリス戦艦3隻などがトリポリを砲撃した。
1941年5月26日にフォーミダブルはエーゲ海に浮かぶイタリア領カルパトス島への空襲を実施したが、その帰路、第2急降下爆撃航空団に所属するJu 87スツーカの編隊がフォーミダブルを攻撃した。急降下爆撃により1発の500kg爆弾が飛行甲板の外側を通過後に海面で爆発し、船体の右側面を破壊して穴を開けた。さらにもう1発の500kg爆弾も至近弾となって損傷を拡大させた。攻撃したスツーカのうち1機は攻撃任務から帰還したフェアリー フルマーが撃墜している。せっかくの装甲飛行甲板を活かすことができずに損傷を負って、フォーミダブルは戦線離脱を余儀なくされた。アレクサンドリアでの応急修理で間に合うような損害ではなく、当時は中立国であったアメリカ合衆国で修理することになった。
7月25日、アメリカ東海岸のノーフォーク海軍造船所で本格修理がなされて12月に戦線復帰した。修理を終えた直後の12月16日、姉妹艦イラストリアスと衝突事故を起こし、相手は艦首に損傷して修理が必要になった。
1942年（昭和17年）前期、フォーミダブルはイギリス海軍の東洋艦隊 (Eastern Fleet) に編入された。連合国軍はインド洋で日本海軍の南雲機動部隊を迎え撃つ。現実問題として、正規空母5隻と金剛型戦艦4隻を擁する南雲機動部隊に対し、イギリス東洋艦隊の劣勢は否めなかった。4月4日からのセイロン沖海戦で、イギリス軍東洋艦隊は軽空母ハーミーズと重巡洋艦2隻などを失う。セイロン島のコロンボ基地並びにトリンコマリー軍港も南雲機動部隊の攻撃で大きな被害を受けた。サマヴィル提督はアルバコアによる夜間雷撃を敢行するつもりだったが、日英双方とも、敵機動部隊を発見できなかった。
イギリス東洋艦隊はボンベイとアフリカ東岸モンバサのキリンディニ港まで撤退し、フォーミダブルなどイラストリアス級空母が南雲機動部隊と直接交戦することはなかった。
7月下旬、アメリカ軍がソロモン諸島で実施予定のウォッチタワー作戦に呼応してイギリス軍が陽動を実施することになり、東洋艦隊は大型艦3隻（ウォースパイト、イラストリアス、フォーミダブル）を基幹としてスタブ作戦 (Operation Stab) を実施した。航空偵察で東洋艦隊の動静を知った日本海軍は、インド洋で南西方面艦隊が実施予定だった通商破壊作戦「B作戦」を延期し、ガダルカナル島攻防戦が勃発すると、B作戦を中止した。
フォーミダブルは10月に地中海に戻り、北アフリカ戦線およびイタリア戦線への援護を行う（地中海の戦い）。その中には連合軍のシチリア島侵攻（ハスキー作戦）が含まれた。その後北極海を航行する輸送船団の警護任務に就く。
1944年（昭和19年）7月17日、フォーミダブルから発艦したソードフィッシュが、ノルウェーのフィヨルドに潜むドイツ戦艦「ティルピッツ」攻撃に参加した（マスコット作戦）。8月にはグッドウッド作戦の一環としてさらなる攻撃を行う（ティルピッツに対する攻撃一覧表）。11月11日、フォーミダブルの艦載機はドイツ潜水艦U-331を攻撃し撃沈した。この頃のフォーミダブルの艦上戦闘機はイギリス機ではなく、アメリカの新鋭艦載戦闘機であるF4U コルセアとなっていた。のちに攻撃機もイギリス機のフェアリー バラクーダからTBFアベンジャーとなり、F6Fヘルキャットも搭載された。日本軍の航空機と戦うために、アメリカ海軍の艦上機に更新したのである。
大西洋や地中海でドイツ海軍を壊滅させたイギリス海軍は、戦後のアジアへの影響力も考慮して、太平洋戦線に艦隊を派遣することを望んでいた。ダグラス・マッカーサー元帥らアメリカ軍の指揮官の一部は、イギリス軍の今までの太平洋戦域での貢献度の低さもあり「我々が収めた成功報酬の分け前にあずかろうとして、この地域への出動を提案したのだ」などと太平洋へのイギリス艦隊派遣申し出を警戒していた。しかし太平洋艦隊司令長官チェスター・ニミッツ大将らアメリカ海軍は、戦力増強を現実的判断で歓迎した。この方針により英太平洋艦隊 (British Pacific Fleet) としてキング・ジョージ5世級戦艦2隻、空母5隻・巡洋艦5隻・駆逐艦15隻の強力な機動部隊が太平洋に派遣された。フォーミダブルもその1艦となって沖縄戦に参加した。本艦を含めたイラストリアス級は第一空母戦隊 (1st Aircraft Carrier Squadron) を編成していた（連合軍、沖縄戦戦闘序列）。
イギリス艦隊は先島諸島あたりに展開した。台湾から出撃してくる日本軍の神風特別攻撃隊を牽制していたが、玉井浅一大佐率いる第二〇五海軍航空隊の攻撃目標となり、5月4日の11:30直後に日本軍の零式艦上戦闘機1機が、雲の合間から不意をついてフォーミダブルに急降下してきた。フォーミダブルはあらゆる対空火器でその零戦を攻撃したが、零戦の搭乗員は技量抜群で、いったん低空でフォーミダブルの飛行甲板上を通過すると、その後に海面すれすれで直下の海面が波立つほどの低空飛行に移行し、フォーミダブルの対空砲火を避けて、その後に垂直上昇し500フィートまで達すると、飛行甲板の中央目指して再度急降下してきた。あまりに鮮やかな操縦技術にフォーミダブルに乗艦し取材をしていた従軍記者デニス・ウォーナーは感銘すら覚えたという。零戦はそのまま飛行甲板の中央に激突、搭載していた航空燃料によって大火災が発生して飛行甲板上のコルセア1機とアヴェンジャー10機がすべて炎上して、艦載機庫で8名の戦死者と50名の負傷者が生じたが、飛行甲板上に張られた装甲板は期待通りの強度を示し、長さ3m、幅60cmのくぼみといくつかの破孔が生じたのみで、特攻機と爆弾は装甲板を貫通することができなかった。しかし、特攻機の激突の衝撃で吹き飛ばされたリベットがフォーミダブルの格納庫甲板および中央機関室を通って突き抜け、蒸気管を破裂させ燃料庫を破壊し、一時的ではあるが航行不能に陥った。
火災は徐々に鎮火し、甲板のくぼみはコンクリートと鋼板で修理が行われた。午後5時までに航空機の着艦が可能となって任務に復帰している。同じように特攻機に突入されたエセックス級航空母艦が、チーク材に薄い装甲板を張っただけの飛行甲板を特攻機に貫通されて、格納庫や飛行甲板上にあった航空機や燃料弾薬が誘爆して、しばしば甚大な損傷を被り、長期にわたって戦線を離脱したのとは対照的であった。5月9日にもフォーミダブルは特攻機の攻撃を受けた。今度は零戦2機がほぼ同時に襲ってきて、1機は艦尾に急降下、もう1機は海上を低空飛行で左舷に迫ってきた。左舷から迫ってきた零戦は対空砲火が命中して、炎上しながら海上に墜落したが、もう1機は4日に同じ特攻機の零戦がくぼみを作った箇所の近くに突入した。今度も、飛行甲板上のコルセアとアヴェンジャー合計8機が炎上もしくは損傷、航空機整備兵の1名が衝撃で飛んできた艦載機の車輪と激突し死亡、同じように艦載機の破片で4名の整備兵が負傷、さらに対空砲手1名が火災により焼死した以外は、艦に大きな損傷はなく、フォーミダブル艦長ラック・キーン大佐は「敵機1機撃墜、さらに1機を飛行甲板でやっつけた」と司令官に報告している。

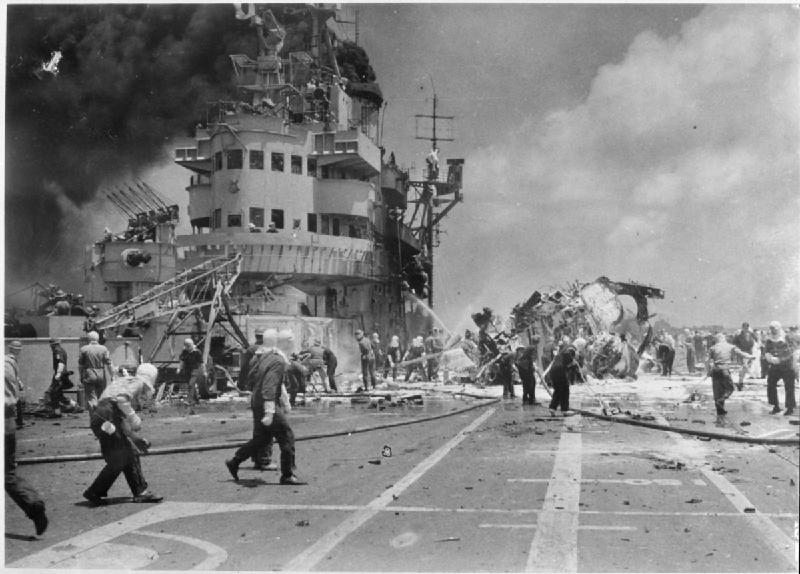
特攻機が命中した後のフォーミダブル
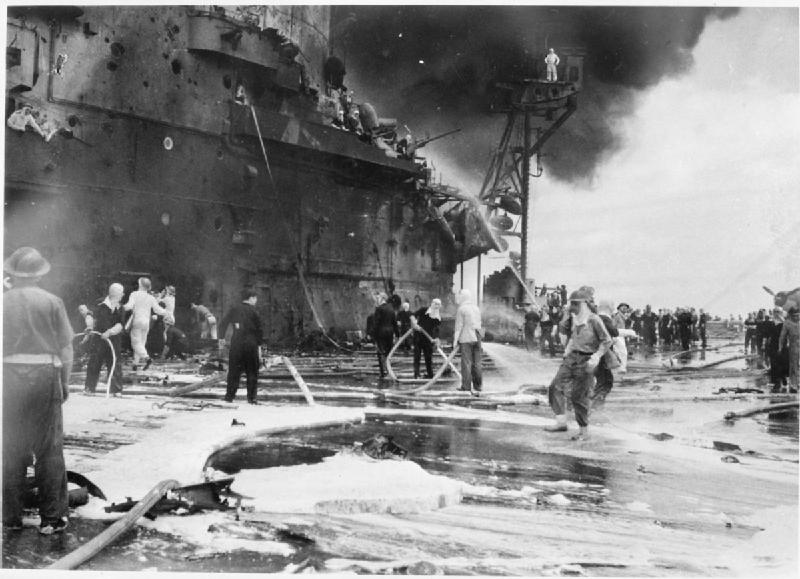
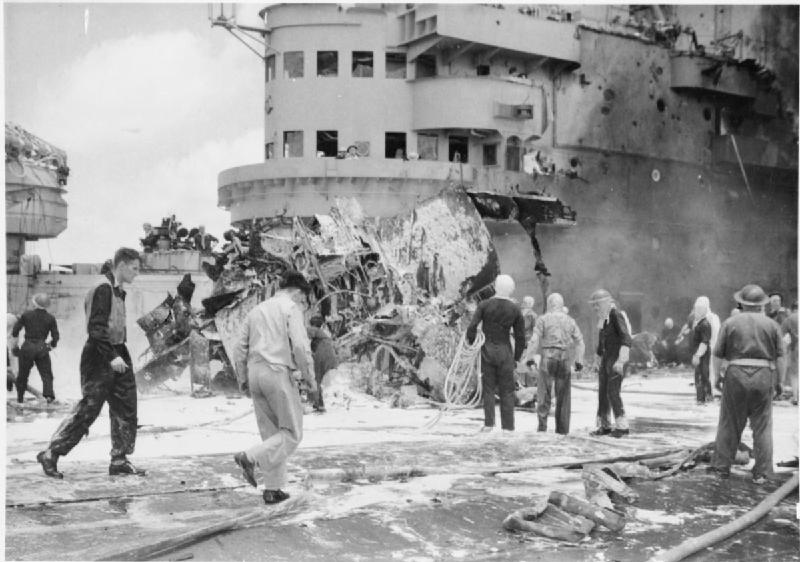

しかし、2度にもわたる特攻機による損傷と29機にも上る艦上機の損失で、フォーミダブルは修理と戦力補充のために戦線離脱を余儀なくされてシドニーに帰港した。特攻機突入のくぼみを応急処置した飛行甲板は、すべてとりはずされて新しい装甲板に付け替えている。ほかにも、大きな損傷を負った機関室や電気設備などの修理も行われた。フォーミダブルは7月16日に前線に復帰して、日本本土の攻撃任務に加わった。その後、1945年8月9日にアメリカ海軍との共同作戦となった女川湾での戦闘に参加している。女川湾や大湊空襲では、アメリカ、イギリス両軍の艦上機による空襲で大日本帝国海軍の駆逐艦柳、敷設艦（装甲巡洋艦）常磐、標的艦大浜、海防艦天草、海防艦稲木、掃海艇1隻、駆潜艇1隻、小型タンカー1隻が撃沈されたり、損傷をうけた。女川湾を攻撃したフォーミダブル航空隊の被害は、所属するF4Uおよびスーパーマリン・シーファイアの各1機のみで、撃墜されて湾内と隣接する山地に墜落した。このうち、F4Uの操縦士であったカナダ海軍のロバート・ハンプトン・グレー大尉は、第二次大戦最後のカナダ人戦死者となった。グレー大尉は海防艦天草撃沈の功績によりヴィクトリアクロス勲章が授与された。グレー大尉の記念碑は女川町地域医療センターの敷地内に設置されている。なお、シーファイアの操縦士は脱出して捕虜となった。
幾多の戦闘による損傷の蓄積は深刻なものであった。海軍による戦後の調査で修理費用が莫大なものとなることが判明した。「オールド・フォーミー Old Formy」は1947年に予備役となり、その後再び現役任務に戻ることはなかった。
フォーミダブルは1956年11月にスクラップとして廃棄された。

## 栄典
- フォーミダブルは第二次世界大戦における戦功で合計9個の戦闘名誉章 (Battle Honours) を受章した[67]。

MATAPAN 1941 - CRETE 1941- MEDITERRANEAN 1941 - EAST INDIES 1941 - NORTH AFRICA 1942-43 - SICILY 1943 - SALERNO  1943 - OKINAWA 1945 - JAPAN 1945
- 2021年5月19日、第一海軍卿（当時）トニー・ラダキン大将は計画中である31型フリゲート（インスピレーション級フリゲート）の1隻に「フォーミダブル（英語版）」と命名することを発表した。これは第二次世界大戦において地中海・大西洋・太平洋の各地で戦った本艦の戦歴が、将来のイギリス海軍の航空母艦運用にインスピレーションを与えるものであるとしている。新たなフォーミダブルは2030年2月までの就役が予定されている[68]。